# Campionato europeo femminile di pallavolo 2001
Il campionato europeo femminile di pallavolo 2001 si è svolto dal 22 al 30 settembre 2001 a Sofia e Varna, in Bulgaria: al torneo hanno partecipato dodici squadre nazionali europee e la vittoria finale è andata per la quarta volta, la terza consecutiva, alla Russia.

## Qualificazioni
Al torneo hanno partecipato: la nazionale del paese organizzatore, le prime tre nazionali classificate al campionato europeo 1999 e otto nazionali qualificate tramite il torneo di qualificazione.

## Regolamento

### Formula
Le squadre hanno disputato una prima fase a gironi con formula del girone all'italiana; al termine della prima fase:
- Le prime due classificate di ogni girone hanno acceduto alla fase finale per il primo posto, strutturata in semifinali, finale per il terzo posto e finale.
- La terza e la quarta classificata di ogni girone hanno acceduto alla fase finale per il quinto posto, strutturata in semifinali, finale per il terzo settimo posto e finale per il quinto posto.

### Criteri di classifica
Sono stati assegnati 2 punti alla squadra vincente e 1 a quella sconfitta.
L'ordine del posizionamento in classifica è stato definito in base a:
- Punti;
- Ratio dei set vinti/persi;
- Ratio dei punti realizzati/subiti;
- Risultati degli scontri diretti.

## Squadre partecipanti
| Squadra     | Qualificazione                             | Ultima partecipazione |
| ----------- | ------------------------------------------ | --------------------- |
| Bulgaria    | Paese organizzatore                        | Italia 1999           |
| Croazia     | 2ª al campionato europeo 1999              | Italia 1999           |
| Francia     | 1ª al torneo di qualificazione (girone A)  | Repubblica Ceca 1991  |
| Germania    | 1ª al torneo di qualificazione (girone C)  | Italia 1999           |
| Grecia      | Migliore terza al torneo di qualificazione | Repubblica Ceca 1993  |
| Italia      | 3ª al campionato europeo 1999              | Italia 1999           |
| Paesi Bassi | 2ª al torneo di qualificazione (girone A)  | Italia 1999           |
| Polonia     | 2ª al torneo di qualificazione (girone B)  | Italia 1999           |
| Rep. Ceca   | 2ª al torneo di qualificazione (girone C)  | Repubblica Ceca 1997  |
| Romania     | 1ª al torneo di qualificazione (girone B)  | Italia 1999           |
| Russia      | 1ª al campionato europeo 1999              | Italia 1999           |
| Ucraina     | Migliore terza al torneo di qualificazione | Repubblica Ceca 1997  |

## Torneo

### Fase a gironi
| Girone A  | Girone B    |
| --------- | ----------- |
| Bulgaria  | Croazia     |
| Francia   | Germania    |
| Grecia    | Italia      |
| Rep. Ceca | Paesi Bassi |
| Romania   | Polonia     |
| Russia    | Ucraina     |

#### Girone A

##### Risultati
| 22 settembre 2001 ?, Varna Durata: 1h:12 - Spettatori: 300   | Francia   | 0 - 3 | Russia    | 23-25, 22-25, 16-25               |
| 22 settembre 2001 ?, Varna Durata: 1h:32 - Spettatori: 550   | Rep. Ceca | 1 - 3 | Romania   | 21-25, 26-24, 21-25, 22-25        |
| 22 settembre 2001 ?, Varna Durata: 1h:54 - Spettatori: 1 800 | Bulgaria  | 3 - 1 | Grecia    | 21-25, 25-15, 25-22, 25-16        |
| 23 settembre 2001 ?, Varna Durata: 1h:46 - Spettatori: 150   | Francia   | 3 - 1 | Rep. Ceca | 25-19, 25-19, 24-26, 25-19        |
| 23 settembre 2001 ?, Varna Durata: 1h:07 - Spettatori: 550   | Russia    | 3 - 0 | Grecia    | 25-13, 25-20, 25-19               |
| 23 settembre 2001 ?, Varna Durata: 1h:32 - Spettatori: 2 000 | Romania   | 1 - 3 | Bulgaria  | 20-25, 25-16, 20-25, 17-25        |
| 24 settembre 2001 ?, Varna Durata: 1h:08 - Spettatori: 120   | Rep. Ceca | 0 - 3 | Russia    | 12-25, 15-25, 13-25               |
| 24 settembre 2001 ?, Varna Durata: 1h:21 - Spettatori: 300   | Grecia    | 0 - 3 | Romania   | 24-26, 15-25, 27-29               |
| 24 settembre 2001 ?, Varna Durata: 2h:07 - Spettatori: 3 150 | Bulgaria  | 3 - 2 | Francia   | 25-16, 19-25, 20-25, 25-20, 15-13 |
| 26 settembre 2001 ?, Varna Durata: 0h:55 - Spettatori: 150   | Russia    | 3 - 0 | Romania   | 25-17, 25-13, 25-10               |
| 26 settembre 2001 ?, Varna Durata: 1h:59 - Spettatori: 400   | Francia   | 3 - 2 | Grecia    | 16-25, 25-23, 24-26, 25-20, 15-11 |
| 26 settembre 2001 ?, Varna Durata: 1h:11 - Spettatori: 3 700 | Rep. Ceca | 0 - 3 | Bulgaria  | 19-25, 21-25, 23-25               |
| 27 settembre 2001 ?, Varna Durata: 0h:56 - Spettatori: 200   | Romania   | 3 - 0 | Francia   | 25-21, 25-15, 25-12               |
| 27 settembre 2001 ?, Varna Durata: 1h:37 - Spettatori: 500   | Grecia    | 1 - 3 | Rep. Ceca | 18-25, 25-23, 20-25, 13-25        |
| 27 settembre 2001 ?, Varna Durata: 1h:00 - Spettatori: 4 000 | Bulgaria  | 0 - 3 | Russia    | 22-25, 16-25, 12-25               |

##### Classifica
| Pos. | Squadra   | Pt | G | V | P | SV | SP | Ratio | PF  | PS  | Ratio |
| ---- | --------- | -- | - | - | - | -- | -- | ----- | --- | --- | ----- |
| 1.   | Russia    | 10 | 5 | 5 | 0 | 15 | 0  | MAX   | 375 | 243 | 1,543 |
| 2.   | Bulgaria  | 9  | 5 | 4 | 1 | 12 | 7  | 1,714 | 416 | 397 | 1,047 |
| 3.   | Romania   | 8  | 5 | 3 | 2 | 10 | 7  | 1,428 | 376 | 370 | 1,016 |
| 4.   | Francia   | 7  | 5 | 2 | 3 | 8  | 12 | 0,666 | 412 | 442 | 0,932 |
| 5.   | Rep. Ceca | 6  | 5 | 1 | 4 | 5  | 13 | 0,384 | 374 | 424 | 0,882 |
| 6.   | Grecia    | 5  | 5 | 0 | 5 | 4  | 15 | 0,266 | 377 | 454 | 0,830 |

      Qualificata alle semifinali per il primo posto.
      Qualificata alle semifinali per il quinto posto.

#### Girone B

##### Risultati
| 22 settembre 2001 ?, Sofia Durata: 1h:47 - Spettatori: ?   | Paesi Bassi | 1 - 3 | Germania    | 26-24, 22-25, 15-25, 18-25        |
| 22 settembre 2001 ?, Sofia Durata: 1h:32 - Spettatori: 350 | Italia      | 3 - 1 | Polonia     | 25-17, 25-15, 20-25, 25-21        |
| 22 settembre 2001 ?, Sofia Durata: 1h:07 - Spettatori: 200 | Ucraina     | 3 - 0 | Croazia     | 27-25, 25-16, 25-16               |
| 23 settembre 2001 ?, Sofia Durata: ? - Spettatori: ?       | Polonia     | 3 - 1 | Germania    | 19-25, 25-19, 26-24, 25-16        |
| 23 settembre 2001 ?, Sofia Durata: 1h:16 - Spettatori: 360 | Italia      | 3 - 0 | Ucraina     | 27-25, 25-21, 25-15               |
| 23 settembre 2001 ?, Sofia Durata: 1h:34 - Spettatori: 300 | Croazia     | 3 - 1 | Paesi Bassi | 29-27, 22-25, 25-20, 25-18        |
| 24 settembre 2001 ?, Sofia Durata: 1h:47 - Spettatori: 150 | Ucraina     | 3 - 2 | Polonia     | 25-14, 19-25, 23-25, 25-16, 15-11 |
| 24 settembre 2001 ?, Sofia Durata: 1h:50 - Spettatori: 300 | Paesi Bassi | 2 - 3 | Italia      | 25-20, 25-17, 24-26, 16-25, 11-15 |
| 24 settembre 2001 ?, Sofia Durata: 2h:27 - Spettatori: 300 | Germania    | 2 - 3 | Croazia     | 30-28, 20-25, 11-25, 25-20, 12-15 |
| 26 settembre 2001 ?, Sofia Durata: 2h:03 - Spettatori: 250 | Ucraina     | 2 - 3 | Paesi Bassi | 25-20, 20-25, 29-31, 25-22, 14-16 |
| 26 settembre 2001 ?, Sofia Durata: 1h:08 - Spettatori: 250 | Italia      | 3 - 0 | Germania    | 25-19, 25-19, 25-17               |
| 26 settembre 2001 ?, Sofia Durata: 1h:20 - Spettatori: 300 | Polonia     | 3 - 0 | Croazia     | 25-15, 30-28, 25-18               |
| 27 settembre 2001 ?, Sofia Durata: 1h:36 - Spettatori: 150 | Germania    | 1 - 3 | Ucraina     | 23-25, 25-22, 19-25, 21-25        |
| 27 settembre 2001 ?, Sofia Durata: 1h:27 - Spettatori: 200 | Croazia     | 1 - 3 | Italia      | 22-25, 25-20, 17-25, 14-25        |
| 27 settembre 2001 ?, Sofia Durata: 1h:12 - Spettatori: 200 | Paesi Bassi | 3 - 0 | Polonia     | 25-18, 26-24, 25-19               |

##### Classifica
| Pos. | Squadra     | Pt | G | V | P | SV | SP | Ratio | PF  | PS  | Ratio |
| ---- | ----------- | -- | - | - | - | -- | -- | ----- | --- | --- | ----- |
| 1.   | Italia      | 10 | 5 | 5 | 0 | 15 | 4  | 3,750 | 445 | 373 | 1,193 |
| 2.   | Ucraina     | 8  | 5 | 3 | 2 | 11 | 9  | 1,222 | 455 | 427 | 1,065 |
| 3.   | Paesi Bassi | 7  | 5 | 2 | 3 | 10 | 11 | 0,909 | 462 | 477 | 0,968 |
| 4.   | Polonia     | 7  | 5 | 2 | 3 | 9  | 10 | 0,900 | 405 | 423 | 0,957 |
| 5.   | Croazia     | 7  | 5 | 2 | 3 | 7  | 12 | 0,583 | 410 | 440 | 0,931 |
| 6.   | Germania    | 6  | 5 | 1 | 4 | 7  | 13 | 0,538 | 424 | 461 | 0,919 |

      Qualificata alle semifinali per il primo posto.
      Qualificata alle semifinali per il quinto posto.

### Fase finale

#### Finali 1º e 3º posto
|  | Semifinali | Semifinali | Semifinali |                 |    | Finale | Finale   | Finale |
|  |            |            |            |                 |    |        |          |        |
|  | 1A         | Russia     | 3          |                 |    |        |          |        |
|  | 1A         | Russia     | 3          |                 |    |        |          |        |
|  | 2B         | Ucraina    | 0          |                 |    |        |          |        |
|  | 2B         | Ucraina    | 0          |                 | 1A | Russia | 3        |        |
|  |            |            |            |                 | 1A | Russia | 3        |        |
|  |            |            |            |                 |    | 1B     | Italia   | 2      |
|  | 2A         | Bulgaria   | 0          |                 |    | 1B     | Italia   | 2      |
|  | 2A         | Bulgaria   | 0          |                 |    |        |          |        |
|  | 1B         | Italia     | 3          |                 |    |        |          |        |
|  | 1B         | Italia     | 3          | Finale 3° posto |    |        |          |        |
|  |            |            |            |                 |    |        |          |        |
|  |            |            |            |                 |    | 2B     | Ucraina  | 1      |
|  |            |            |            |                 |    | 2B     | Ucraina  | 1      |
|  |            |            |            |                 |    | 2A     | Bulgaria | 3      |

##### Semifinali
| 29 settembre 2001 ?, Varna Durata: 1h:09 - Spettatori: 2 000 | Russia   | 3 - 0 | Ucraina | 25-18, 25-19, 25-17 |
| 29 settembre 2001 ?, Varna Durata: 1h:05 - Spettatori: 4 600 | Bulgaria | 0 - 3 | Italia  | 18-25, 12-25, 21-25 |

##### Finale 3º posto
| 30 settembre 2001 ?, Varna Durata: 1h:35 - Spettatori: 3 300 | Ucraina | 1 - 3 | Bulgaria | 23-25, 25-22, 21-25, 21-25 |

##### Finale
| 30 settembre 2001 ?, Varna Durata: 1h:45 - Spettatori: 2 750 | Russia | 3 - 2 | Italia | 21-25, 25-23, 25-23, 18-25, 15-6 |

#### Finali 5º e 7º posto
|  | Semifinali | Semifinali  | Semifinali |                 |    | Finale 5º posto | Finale 5º posto | Finale 5º posto |
|  |            |             |            |                 |    |                 |                 |                 |
|  | 3A         | Romania     | 0          |                 |    |                 |                 |                 |
|  | 3A         | Romania     | 0          |                 |    |                 |                 |                 |
|  | 4B         | Polonia     | 3          |                 |    |                 |                 |                 |
|  | 4B         | Polonia     | 3          |                 | 4B | Polonia         | 2               |                 |
|  |            |             |            |                 | 4B | Polonia         | 2               |                 |
|  |            |             |            |                 |    | 3B              | Paesi Bassi     | 3               |
|  | 4A         | Francia     | 2          |                 |    | 3B              | Paesi Bassi     | 3               |
|  | 4A         | Francia     | 2          |                 |    |                 |                 |                 |
|  | 3B         | Paesi Bassi | 3          |                 |    |                 |                 |                 |
|  | 3B         | Paesi Bassi | 3          | Finale 7º posto |    |                 |                 |                 |
|  |            |             |            |                 |    |                 |                 |                 |
|  |            |             |            |                 |    | 3A              | Romania         | 3               |
|  |            |             |            |                 |    | 3A              | Romania         | 3               |
|  |            |             |            |                 |    | 4A              | Francia         | 1               |

##### Semifinali
| 29 settembre 2001 ?, Varna Durata: 1h:56 - Spettatori: 210 | Romania | 0 - 3 | Polonia     | 20-25, 22-25, 21-25               |
| 29 settembre 2001 ?, Varna Durata: 2h:22 - Spettatori: 100 | Francia | 2 - 3 | Paesi Bassi | 26-24, 23-25, 25-27, 25-21, 11-15 |

##### Finale 7º posto
| 30 settembre 2001 ?, Varna Durata: 1h:30 - Spettatori: 120 | Romania | 3 - 1 | Francia | 25-18, 22-25, 25-19, 25-23 |

##### Finale 5º posto
| 30 settembre 2001 ?, Varna Durata: 1h:57 - Spettatori: 300 | Polonia | 2 - 3 | Paesi Bassi | 22-25, 25-22, 19-25, 25-21, 9-15 |

## Classifica finale
| Pos     | Squadra     | Rosa |
| ------- | ----------- | --- |
| Oro     | Russia      | Formazione: Artamonova, Sokolova, Gamova, Godina, Gračëva, Morozova, Plotnikova, Potašova, Emel'janova, Tiščenko, Batuchtina, Vasilevskaja, CT: Karpol' |
| Argento | Italia      | Formazione: Beccaria, Cacciatori, Cardullo, Croatto, Leggeri, Lo Bianco, Mello, Mifkova, Paggi, Piccinini, Rinieri, Togut, CT: Bonitta                  |
| Bronzo  | Bulgaria    | Formazione: Arsova, Germanova, Gočeva, Gradeva, Marik, Milanova, Marinova, Petkova, Serafimova, Sokolova, Veličkova, Zetova, CT: Trenev                 |
| 4       | Ucraina     | |
| 5       | Paesi Bassi | |
| 6       | Polonia     | |
| 7       | Romania     | |
| 8       | Francia     | |
| 9       | Croazia     | |
| 10      | Rep. Ceca   | |
| 11      | Germania    | |
| 12      | Grecia      | |

|  | Qualificata alla Grand Champions Cup 2001 e al campionato europeo 2003. |

|  |  | Qualificata al campionato europeo 2003. |

## Premi individuali
| Premio                 | Nome              | Squadra     |
| ---------------------- | ----------------- | ----------- |
| MVP                    | Antonina Zetova   | Bulgaria    |
| Miglior realizzatrice  | Antonina Zetova   | Bulgaria    |
| Miglior attaccante     | Elizaveta Tišenko | Russia      |
| Miglior muro           | Manuela Leggeri   | Italia      |
| Miglior servizio       | Ljubov' Sokolova  | Russia      |
| Miglior palleggiatrice | Iryna Žukova      | Ucraina     |
| Miglior ricevitrice    | Ljubov' Sokolova  | Russia      |
| Miglior difesa         | Erna Brinkman     | Paesi Bassi |